# Te amo (canción de Rihanna)
«Te amo» es una canción de la cantante barbadense Rihanna, tomada de su cuarto álbum de estudio, Rated R (2009). La canción fue coescrita por Mikkel S. Eriksen, Tor Erik Hermansen, James Fauntleroy II y Rihanna, y producida por Eriksen y Hermansen bajo el seudónimo de producción Stargate. «Te amo» se lanzó en las radios de Canadá el 7 de junio de 2010, y fue lanzada vía descarga digital el día siguiente en Australia, Italia y Nueva Zelanda, como el cuarto sencillo internacional, y sexto en general de Rated R. «Te amo» incorpora elementos de música latina mezclados con rhythm and blues y transmite las luchas de Rihanna como el objeto de los deseos de otra mujer.
Los críticos musicales elogiaron la canción por su letra y por un sonido menos futurista que otras canciones de Rated R. «Te amo» alcanzó su punto máximo dentro de los diez primeros de listas internacionales como República Checa, Hungría y Polonia. La canción también alcanzó top cuarenta en Australia, Países Bajos y Eslovaquia. «Te Amo» fue certificada oro en tres países. Acompañada de un vídeo musical, dirigido por su colaborador Anthony Mandler, cuenta con la aparición de la súpermodelo francesa Laetitia Casta, que trata de seducir a Rihanna y, finalmente tiene éxito. Rihanna interpretó la canción en vivo en la Radio 1 Big Weekend 2010 el 23 de mayo en Bangor, Gales. «Te amo» también se incluyó en el repertorio de la tercera gira mundial de Rihanna The Last Girl On Earth Tour (2010-11).

## Descripción
«Te amo» fue lanzada como el cuarto sencillo internacional y sexto en general de Rated R, el cuarto álbum de estudio de Rihanna lanzado en noviembre de 2009. La canción fue escrita por Mikkel S. Eriksen, Tor Erik Hermansen, James Fauntleroy II y Rihanna, y producida por Eriksen y Hermansen bajo su nombre de producción, Stargate. Se lanzó en formato airplay en Canadá el 7 de junio de 2010, y luego vía descarga digital en Australia, Italia y Nueva Zelanda el día siguiente a través de Universal Music Group. En Alemania se lanzó en disco compacto el 11 de junio del mismo año.
Musicalmente, «Te amo» señala influencias de géneros de música latina y se encuentra en tempo común con un ritmo de 172 pulsaciones por minuto. La canción está compuesta en la tonalidad de sol sostenido menor con el rango vocal de Rihanna que va desde la nota F♯3 hasta la nota C♯5. Líricamente, «Te amo» habla de una relación entre dos mujeres, con una dándose cuenta de que está enamoranda de Rihanna, proclamando "Te amo" a lo largo de la canción. Como Rihanna se da cuenta de que la otra mujer se enamora de ella, Rihanna canta I feel love but I don't feel that way («Siento amor pero no lo siento de esa manera»), lo que significa que ella sabe que su pretendiente está enamorada de ella, pero no quiere estar en una relación sentimental con ella. Ailbhe Malone de NME describió el significado de la letra en su reseña de Rated R, explicando que Rihanna canta desde una perspectiva masculina mientras ella interpreta a un hombre que no puede comprometerse, en lugar de una mujer que se «aferra a un ideal poco realista».

## Comentarios de la crítica

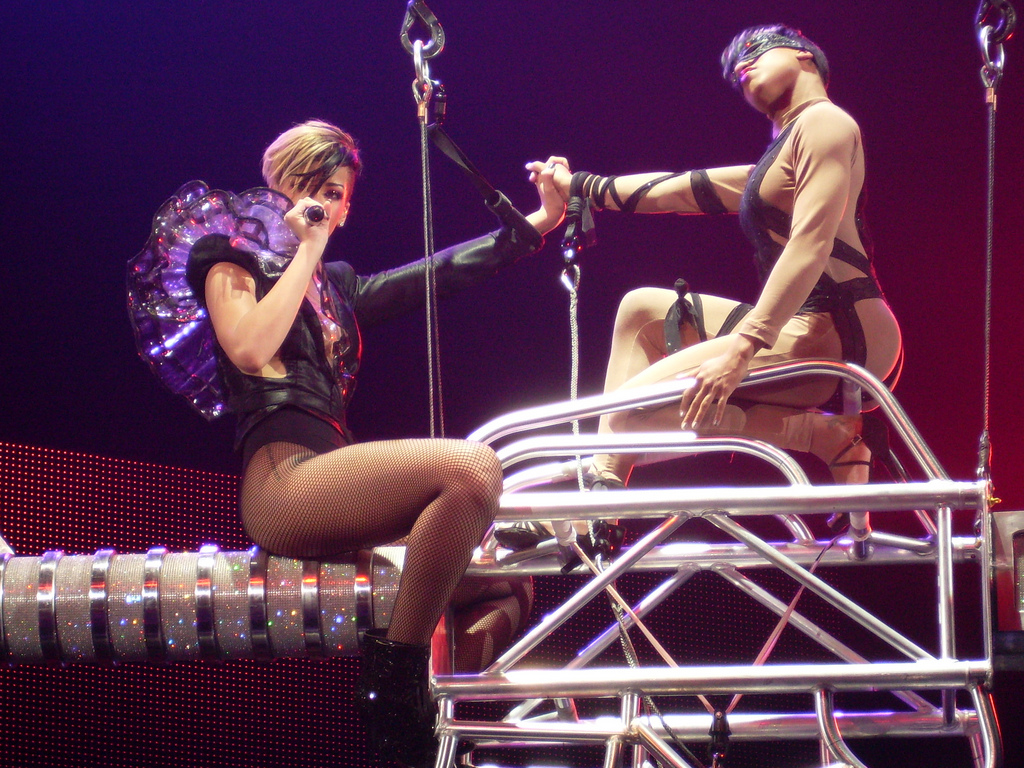
Rihanna interpretando «Te amo» durante su tercera gira mundial The Last Girl On Earth Tour (2010-11) en Arnhem, Países Bajos en abril de 2010.

«Te amo» recibió varios comentarios positivos por parte de la crítica. Como parte de la reseña de Rated R, Jude Rogers de BBC Music señaló que «Te amo» y «Rockstar 101», fueron las menos pistas futuristas en el álbum, ya que no cuentan con las pesadas influencias electrónicas, que están presentes en canciones como «Hard» y «G4L». Robert Copsey de Digital Spy otorgó a la canción una calificación de cuatro de cinco estrellas y señaló que Rihanna había pasado de cantar sobre una participación masculina en uno de sus sencillos anteriores, «Rude Boy», a fantasear acerca de las mujeres, escribiendo: «Después de la campaña y no explícita "Rude Boy", Rihanna está tomando un merecido descanso de los chicos excitando aquí - sólo para encontrarse a sí misma el objeto del afecto de otra dama. Uno de los momentos menos amenazantes del LP Rated R. "Te amo" encuentra a La Fenty luchando con su sexualidad durante algunos irresistibles ritmos Stargate de inspiración latina». Fraser McAlpine de BBC Music otorgó a la canción cuatro de cinco estrellas y comentó sobre el tema del lesbianismo, escribiendo «Es esa vieja historia: La chica conoce a otra chica. La chica habla otro idioma a la otra chica. La chica ama a la otra chica. La chica no ama a la otra chica. Chica triste. Todos hemos estado allí, ¿verdad? Y Rihanna ha capturado ese sentimiento bellamente (ella en realidad tiene, a pesar de que sueno muy sincero al respecto)».

## Desempeño comercial

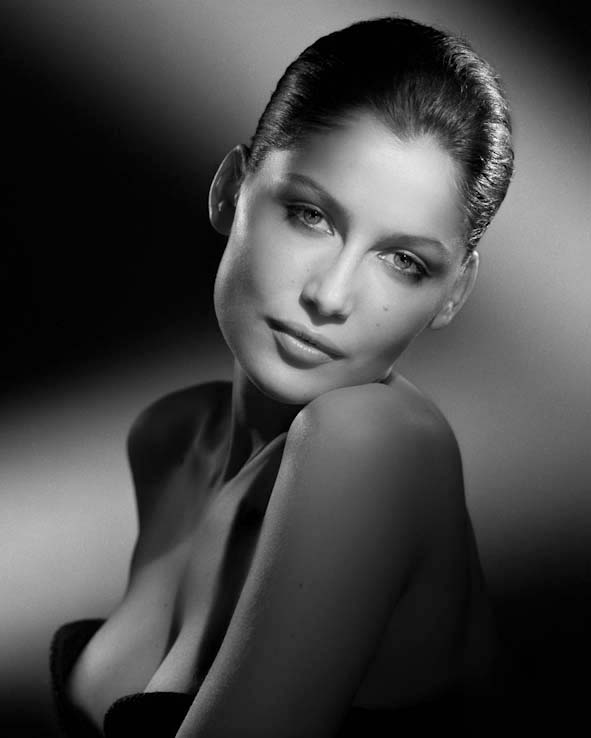
La supermodelo francesa, Laetitia Casta, aparece en el video de «Te amo».

Tras el lanzamiento de Rated R, «Te amo» hizo su primera aparición en la lista de sencillos de Suecia, en donde debutó en el número cincuenta y dos el 4 de diciembre de 2009. Después de ser lanzado como un CD promocional en Suecia el 5 de mayo de 2010, la canción volvió a entrar en la lista en el número cincuenta y tres el 7 de julio de 2010. «Te amo» alcanzó el puesto número cuarenta y ocho dos semanas después, el 30 de julio, y duró un total de seis semanas no consecutivas en la lista. En el Reino Unido, la canción entró en el Official UK R&B Singles en el puesto veintinueve el 24 de abril de 2010, y llegó al puesto número cinco el 29 de mayo. La canción debutó en el UK Singles Chart en el número treinta el 15 de mayo de 2010, y alcanzó el puesto número catorce dos semanas después, el 29 de mayo. El 23 de mayo de 2010, la canción entró en la lista de sencillos de Australia y la lista de sencillos de Suiza en los números treinta y cinco y cincuenta y ocho, respectivamente. La canción alcanzó el número veintidós en su sexta semana en Australia, y en el número nueve en Suiza. «Te amo» debutó en el número once en Austria el 25 de junio de 2010, y comenzó a descender la semana siguiente. Sin embargo, la canción alcanzó de nuevo el puesto número once el 9 de julio. La canción pasó dieciocho semanas en la lista. En las regiones Flamenca y Valona de Bélgica, «Te amo» debutó en las listas de sencillos en los números veintinueve y veintiocho, respectivamente, el 19 de junio de 2010, y pasó trece semanas en las listas. En la región Flamenca, la canción alcanzó el puesto número catorce, mientras que la canción tuvo más éxito en la región Valona, alcanzando el número diez.
En otras partes de Europa, la canción debutó en la lista de sencillos de Italia el 15 de julio de 2010 en el número nueve y alcanzó el puesto número siete por dos semanas. «Te amo» tuvo menos éxito en Dinamarca, Finlandia y Noruega, alcanzando los puestos veintidós, catorce y doce respectivamente. En Alemania, «Te amo» se convirtió en la primera canción de Rihanna desde «Hate That I Love You» (2007) en no llegar al top diez, y debutó en la lista de sencillos de Alemania en el número trece el 26 de julio de 2010. En el European Hot 100 Singles, «Te amo» debutó en el número cuarenta y ocho el 29 de mayo de 2010 y alcanzó el puesto número dieciocho el 17 de julio de 2010. Aunque «Te amo» no fue lanzado como sencillos en Canadá, la canción debutó en el Canadian Hot 100 el 3 de julio de 2010 en el número noventa y ocho y alcanzó el puesto número sesenta y seis el 17 de julio de 2010.

## Vídeo musical
El vídeo musical fue filmado el 29 y 30 de abril de 2010 en Valle del Oise, Francia, y fue dirigido por el director estadounidense Anthony Mandler, quien previamente había dirigido los vídeos musicales de «Wait Your Turn» y «Russian Roulette». Al mismo tiempo del rodaje del vídeo, varias fotografías fueron puestas en libertad; entre el vestuario que Rihanna utilizó, se encuentra un vestido maxi vibrante de Mara Hoffman, que costó más de $1.000 dólares, y una par de botas de amarrar de Giuseppe Zanotti. La supermodelo francesa Laetitia Casta hizo el papel de una mujer fatal y la enamorada aparente de Rihanna. El vídeo se estrenó el 28 de mayo de 2010.
En el video, Rihanna muestra interés por el amor de Casta. Casta llega al castillo en un auto, sale con un atuendo muy provocativo, y se encuentra adentro con Rihanna. A lo largo de todo el vídeo, Casta trata de seducir a Rihanna mientras ella se resiste. En primer lugar, se encuentra con Rihanna en la sala y le llama la atención. En la siguiente escena, la pareja se muestra en la parte superior de una mesa con luz ultravioleta y Casta frota su cabeza en las piernas de Rihanna, dejando caer una insinuación sexual, para disgusto de la cantante. Luego se muestra fuera del castillo, en una fuerte neblina, y Rihanna se cae al suelo en la desesperación mientras Casta la observa. Pronto, se muestran en un cuarto lleno de bailarines y Rihanna empieza a sentirse más a gusto con su admiradora. Las dos últimas escenas son de Rihanna y Casta casi besándose y compartiendo un momento íntimo en una cama, luego en una mesa en llamas, mirándose la una a la otra. Mónica Herrera de la revista Billboard comentó: «Rihanna mostró un clip mucho más sexy que "Rockstar 101" para los fanáticos en el extranjero». Ella describió varias escenas del vídeo diciendo: «Rihanna se pone juguetona en un dormitorio y se establece en calor con una compañera sensual».

## Presentaciones en directo
Rihanna interpretó «Te amo» por primera vez en vivo durante su presentación en el festival Radio 1 Big Weekend 2010 el 23 de mayo en Bangor, Gales. También incluyó, como parte de la lista de canciones, «Madhouse», «Hard», «Disturbia», «Rude Boy», «Russian Roulette», «Don't Stop the Music», «SOS» y «Umbrella». La actuación contó con Rihanna utilizando «medias de mallas, botas y un pijama de cuero inspirado en reggae con rayas faster en rojo, verde y amarillo con una capucha». «Te amo» fue incluida en el repertorio de la tercera gira mundial de Rihanna The Last Girl On Earth Tour (2010-11). La canción fue incluida después de «Stupid in Love» y antes del interludio «Pon de Replay», como parte del segmento acústico de la gira. Durante la interpretació, Rihanna utilizó «un par de bailarines aéreos ligeros de ropa que cuelgan de dos ametralladoras gigantes». Rihanna también interpretó «Te amo» durante dos ediciones del festival Rock in Rio, el 5 de junio de 2010 en Madrid, España, y el 23 de septiembre de 2011 en Río de Janeiro, Brasil.

## Lista de canciones y formatos
| Descarga digital |          |                                                                         |               |          |  |
| N.º              | Título   | Escritor(es)                                                            | Productor(es) | Duración |  |
| 1.               | «Te amo» | Mikkel S. Eriksen, Tor Erik Hermansen, James Fauntleroy II, Robyn Fenty | Stargate      | 3:28     |  |

| Sencillo en CD |                                         |                                                                  |                 |          |  |
| N.º            | Título                                  | Escritor(es)                                                     | Productor(es)   | Duración |  |
| 1.             | «Te amo»                                | Eriksen, Hermansen, Fauntleroy II, Fenty                         | Stargate        | 3:28     |  |
| 2.             | «Rude Boy» (Wideboys Stadium Radio Mix) | Eriksen, Hermansen, Ester Dean, Makeba Riddick, Rob Swire, Fenty | Stargate, Swire | 3:17     |  |

## Listas

### Listas semanales
| 2010            |                                   |    |        |
| Alemania        | Media Control Charts              | 11 | [ 29 ] |
| Australia       | Australian Singles Chart          | 22 | [ 19 ] |
| Austria         | Ö3 Austria Top 40                 | 11 | [ 21 ] |
| Bélgica         | Ultratop 50 (Valona)              | 14 | [ 22 ] |
| Bélgica         | Ultratop 40 (Flamenca)            | 10 | [ 23 ] |
| Brasil          | Brasil Hot 100                    | 1  | [ 53 ] |
| Brasil          | Brasil Hot Pop Songs              | 1  | [ 53 ] |
| Bulgaria        | Bulgarian Top 40                  | 2  | [ 54 ] |
| Canadá          | Canadian Hot 100                  | 66 | [ 31 ] |
| Dinamarca       | Tracklisten                       | 22 | [ 25 ] |
| Escocia         | OCC                               | 21 | [ 55 ] |
| Eslovaquia      | Slovak Singles Chart              | 34 | [ 56 ] |
| Europa          | European Hot 100 Singles          | 18 | [ 30 ] |
| Finlandia       | Suomen virallinen lista           | 14 | [ 26 ] |
| Hungría         | Magyar Hanglemezkiadók Szövetsége | 5  | [ 57 ] |
| Hungría         | Rádiós Top 40                     | 7  | [ 57 ] |
| Irlanda         | Irish Singles Chart               | 16 | [ 58 ] |
| Israel          | Media Forest                      | 10 | [ 59 ] |
| Italia          | FIMI                              | 7  | [ 24 ] |
| República Checa | Czech Republic Singles Chart      | 6  | [ 60 ] |
| Países Bajos    | Dutch Top 40                      | 31 | [ 61 ] |
| Noruega         | VG-lista                          | 12 | [ 27 ] |
| Polonia         | ZPAV                              | 2  | [ 62 ] |
| Portugal        | AFP                               | 17 | [ 63 ] |
| Reino Unido     | UK Singles Chart                  | 14 | [ 18 ] |
| Reino Unido     | Official UK R&B Singles           | 5  | [ 16 ] |
| Suecia          | Sverigetopplistan                 | 48 | [ 14 ] |
| Suiza           | Singles Top 100                   | 9  | [ 20 ] |

### Listas de fin de año
| País     | Lista                    | Año  | Posición | Ref.   |
| -------- | ------------------------ | ---- | -------- | ------ |
| Europa   |                          |      |          |        |
| Alemania | Media Control Charts     | 2010 | 48       | [ 64 ] |
| Austria  | Ö3 Austria Top 75        | 2010 | 61       | [ 65 ] |
| Bélgica  | Ultratop 50 (Valona)     | 2010 | 78       | [ 66 ] |
| Bélgica  | Ultratop 40 (Flamenca)   | 2010 | 64       | [ 67 ] |
| Europa   | European Hot 100 Singles | 2010 | 81       | [ 68 ] |
| Italia   | FIMI                     | 2010 | 36       | [ 69 ] |
| Suiza    | Singles Top 100          | 2010 | 43       | [ 70 ] |

## Certificaciones
| Europa         |                     |         |         |        |
| Australia      | ARIA                | Platino | 70 000  | [ 71 ] |
| Estados Unidos | RIAA                | Oro     | 500 000 | [ 72 ] |
| Italia         | FIMI                | Oro     | 25 000  | [ 73 ] |
| Reino Unido    | BPI                 | Plata   | 200 000 | [ 74 ] |
| Suiza          | Schweizer Hitparade | Oro     | 15 000  | [ 75 ] |

## Historial de lanzamientos
| País          | Fecha               | Formato          | Discográfica    | Ref.         |
| ------------- | ------------------- | ---------------- | --------------- | ------------ |
| Canadá        | 7 de junio de 2010  | Airplay          | Def Jam         | [ 3 ]        |
| Australia     | 8 de junio de 2010  | Descarga digital | Universal Music | [ 4 ]        |
| Italia        | 8 de junio de 2010  | Descarga digital | Universal Music | [ 5 ]        |
| Nueva Zelanda | 8 de junio de 2010  | Descarga digital | Universal Music | [ 6 ]        |
| Alemania      | 11 de junio de 2010 | Disco compacto   | Universal Music | [ 52 ] [ 7 ] |